# Barbarossa (Schiff, 1840)

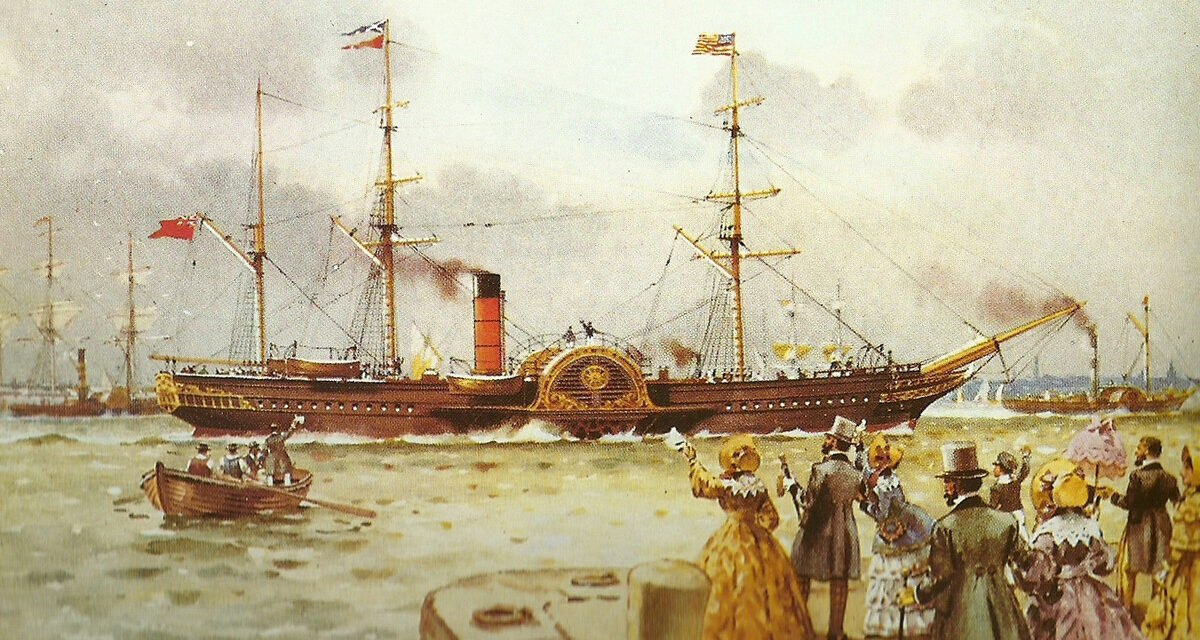
SS Britannia

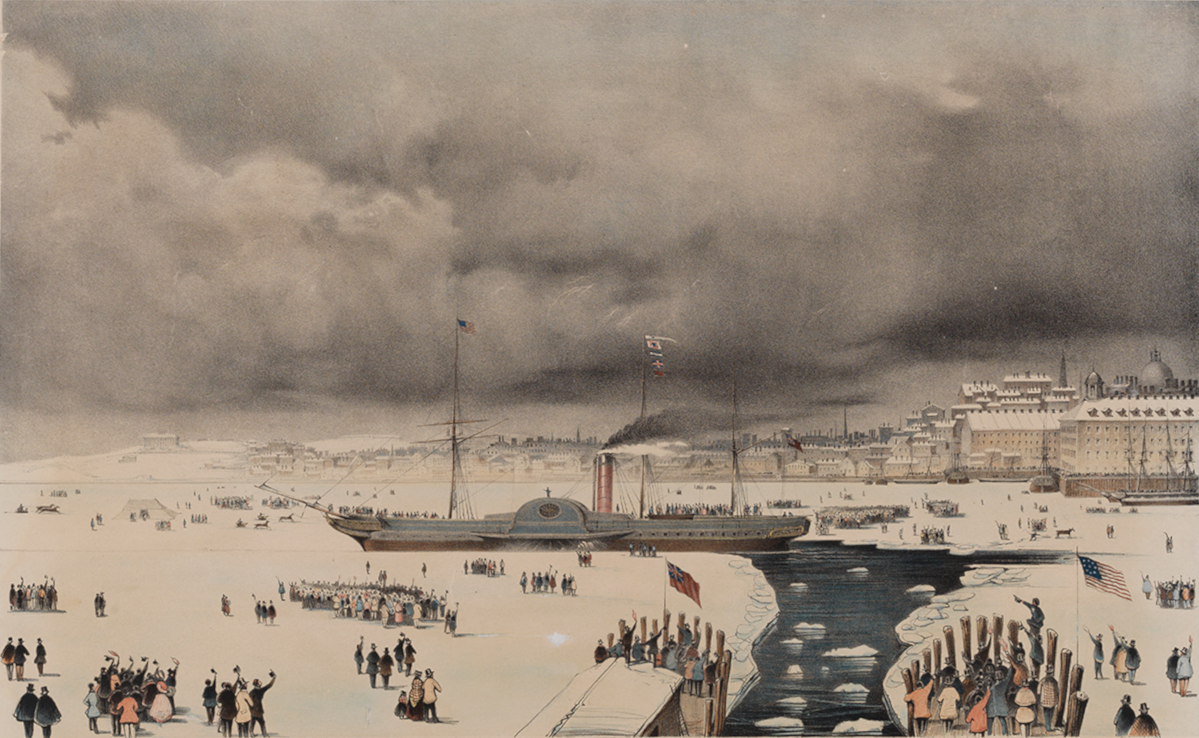
B & N.A. Royal Mail Steamship Britannia (1844)

Die Barbarossa wurde ursprünglich als Britannia für die englische Cunard Line als Passagier- und Postschiff gebaut, beendete ihre Karriere aber als Kriegsschiff der deutschen Marine. Sie war ein Raddampfer mit zusätzlicher Segeltakelage.

## Geschichte
Die Barbarossa wurde im Auftrag der Cunard Line auf der Werft Robert Duncan and Company in Greenock gebaut. Am 5. Februar 1840 lief sie unter dem Namen Britannia vom Stapel. Ihr Auftrag war zunächst der Post- und Passagiertransport im Transatlantikverkehr. In diesem Zusammenhang war es ihr erlaubt, das Präfix der Royal Mail Ships zu führen, so dass sie als RMS Britannia bekannt wurde. Am 4. Juli 1840 lief die Britannia, mit Post beladen, zu ihrer ersten Reise aus und erreichte Halifax am 17. Juli. Nach 99 Atlantiküberquerungen wurde die Britannia im März 1849 im Zuge der Schaffung einer Reichsflotte für 451 Gulden nach Deutschland verkauft, um dort zum Kriegsschiff Barbarossa umgebaut zu werden.
Bei der Morgan-Werft in Liverpool wurden die Spanten verstärkt und zusätzliche Decksbalken eingebaut, damit das Schiff auf dem Oberdeck die vorgesehene Bewaffnung tragen konnte. Aus Neutralitätsgründen wurde das Schiff ohne militärische Ausrüstung, unter britischer Flagge und mit britischer Besatzung nach Geestemünde überführt, wo es am 19. März 1849 eintraf. In Brake erfolgten weitere Umbauten sowie Bewaffnung und Ausrüstung. Am 14. April 1849 trafen in Brake die „Kanonen und was sonst zur Armirung der Dampffregatte Barbarossa gehört“ aus England ein. Am 17. Mai 1849 begab sich der Großherzog August I. mit dem Erbgroßherzog und der Herzogin Friederike nach Brake, um das Schiff „in Augenschein zu nehmen“.
Nach Beendigung der Ausrüstung wurde das Schiff unter dem Namen Barbarossa als Flaggschiff der Reichsflotte in Dienst gestellt. Am 4. Juni 1849 unternahm Admiral Karl Rudolf Bromme von Bremerhaven aus einen Erkundungsvorstoß in die deutsche Bucht mit Kurs auf die Insel Helgoland, die 1849 noch zu Großbritannien gehörte. Auf dieser Fahrt kam es zu einem Seegefecht bei Helgoland, welches das Schiff aber unbeschadet überstand.

„Am 4. Juni empfing die jungfräuliche Flagge der deutschen Kriegsmarine ihre Feuertaufe in einem Seegefechte, in welchem die schwarzrothgoldenen Farben zum ersten Male dem Danebrog gegenüber wehten. Um 11½ Uhr hatte Capitain Brommy mit den drei Kriegsdampfschiffen Barbarossa, Bremen und Hamburg die Wesermündung verlassen, um das dort kreuzende dänische Geschwader zu verjagen, und traf östlich von Helgoland, etwa eine halbe Meile auserhalb der Düne, die Corvette Valkyren von 18 oder 20 achtzehnpfündigen Kanonen, während die andern dänischen Schiffe, drei Fregatten und das Dampfschiff Geyser, sich an der Westseite Helgolands befanden, denen die Valkyre ziemlich rasch zusegelte. […] Capitain Brommy lobt in seinem officiellen Berichte den Muth, die Kampfeslust und Todesverachtung seiner Mannschaft und stellt ihr das ehrende Zeugnis aus, das er keine Nation der Welt kaltblütiger habe zur See kämpfen sehen, als die Deutschen es hier gethan.“

Am 31. Dezember 1851 beschloss die Bundesversammlung die Auflösung der Flotte. Die Barbarossa wurde zusammen mit der Segelfregatte Gefion am 16. Februar 1852 Preußen gegen Zahlung des Taxwertes übergeben. Das Schiff wurde nach Danzig überführt, wo es untersucht und festgestellt wurde, dass Kessel und Maschine erneuert werden müssten, was aber im Verhältnis zum Neubau eines entsprechenden Kriegsschiffes zu teuer erschien. Es wurde bestimmt, dass die Barbarossa nicht in den aktiven Dienst genommen, sondern als Kasernenschiff dienen sollte. 1854 erfolgte ein entsprechender Umbau bei der Königlichen Werft zur Unterbringung von ca. 500 Mann. 1856 stellte man die  Barbarossa als „nicht seegehendes Wachtschiff“ in Dienst. 1865 wurde sie nach Kiel in den neuen preußischen Kriegshafen geschleppt, wo sie weiterhin als Ausbildungsschiff diente. Ab 1875 diente das Schiff nur noch als Wohnhulk für Schiffsjungen.
Am 5. Mai 1880 wurde die Barbarossa außer Dienst gestellt und ihre Verwendung als Zielschiff beschlossen. Am 28. Juli wurde das Schiff im Beisein des Kronprinzen durch einen Torpedoschuss von der Zieten versenkt. Das Wrack wurde später gehoben und in Kiel abgebrochen.

## Technische Beschreibung
Die Barbarossa wurde in Querspant-Kraweelbauweise aus Eichen- und Gelbpinienholz als Dampfschiff mit Schaufelradantrieb gefertigt. Sie glich in ihrer Form den damals gängigen Stückgutseglern mit zwei Decks, Spiegelheck und dem typischen Galionsbau. Zusätzlich zum Dampfantrieb hatte sie eine Besegelung in Form eines Barkriggs. Ihre Maschine war eine Seitenbalanciermaschine mit 440 PS und zwei Zylindern mit je 1829 mm Durchmesser und 2083 mm Kolbenhub. Vier Rauchrohrkessel mit je drei Feuerungen lieferten Dampf mit einem Druck von 0,633 bar. Der Kohleverbrauch lag bei 31 bis 38 Tonnen je Tag, insgesamt konnte ein Vorrat von 376 Tonnen Kohle gebunkert werden. Die Schaufelräder mit einem Durchmesser von 8,53 m hatten 21 Radialschaufeln, machten 16 Umdrehungen pro Minute und erlaubten dem Schiff eine maximale Geschwindigkeit von 8,5 kn. Ihre Durchschnittsreisegeschwindigkeit betrug jedoch 8,19 Knoten.
Ursprünglich bot die Britannia Platz für 115 Passagiere der I. Klasse sowie für eine Besatzung von 89 Personen, bestehend aus Offizieren und Mannschaften.
Anlässlich des Umbaus in einem Trockendock in Brake erhielt das Schiff eine Schonertakelung, das Heck wurde den Notwendigkeiten eines Kriegsschiffes entsprechend umgebaut und ein Mast entfernt. Sie erhielt eine neue, den Kaiser Barbarossa darstellende Galionsfigur. Bei dem letzten Umbau zum Kasernenschiff wurde das Schiff zu einer Brigg umgetakelt. Der Schornstein wurde entfernt und die alte Galionsfigur, die in die Marineabteilung des Museums für Meereskunde gebracht wurde, wurde durch eine andere Figur ersetzt. 1873 wurde die Takelage schließlich entfernt.
Ihre Schwesterschiffe bei Cunard waren die Acadia, die Caledonia und die Columbia, im deutschen Dienst die Erzherzog Johann.

## Kommandanten in der Preußischen Flotte
3. Juli 1852 bis Oktober 1852
- Leutnant zur See II. Klasse Eduard Heldt

April 1856 bis 1865
- Leutnant zur See I. Klasse Robert Herrmann: von April 1856 bis Dezember 1856
- Korvettenkapitän Hans Kuhn: von 1856 bis 1860, zugleich vom 1. Mai 1856 bis 30. September 1856 und vom 15. Juni 1857 bis 25. Oktober 1857 Kommandant der Amazone

1857/58 vertraten zeitweise die Leutnant zur See I. Klasse Rogge und Friedrich Hassenstein den Kommandanten.
- Korvettenkapitän Heinrich Köhler: 1860/61
- Leutnant zur See I. Klasse Friedrich Hassenstein: 1861/62
- nicht ermittelt: von 1862 bis 1865
- Korvettenkapitän Anker Schau: von Juli 1865 bis August 1865